# 江措拉姆
江措拉姆（藏語：རྒྱ་མཚོ་ལྷ་མོ་，威利转写：rgya mtsho lha mo，1962年1月—），女，藏族，西藏那曲人，中华人民共和国政治人物，现任西藏自治区妇女联合会主席，西藏自治区政协副主席。